# Mongolië op de Olympische Zomerspelen 2004
Mongolië nam deel aan de Olympische Zomerspelen 2004 in Athene, Griekenland. Het was de tiende deelname van Mongolië aan de Zomerspelen. Judoka Khashbaataryn Tsagaanbaatar veroverde de vijftiende olympischemedaille voor Mongolië, brons in de klasse tot 60 kilogram.

## Medailleoverzicht
| Sport | Olympiër                    | Discipline | Medaille |
| ----- | --------------------------- | ---------- | -------- |
| Judo  | Khashbaataryn Tsagaanbaatar | -60kg (m)  | Brons    |

## Deelnemers en resultaten

### Atletiek
| Olympiër                     | Discipline   | Resultaat | Prestatie |
| ---------------------------- | ------------ | --------- | --------- |
| Bat-Ochiryn Ser-Od           | marathon (m) | 75e       | 2:33.24   |
|                              |              |           |           |
| Luvsanlkhündegiin Otgonbayar | marathon (v) | 66e       | 3:48.42   |

### Boksen
| Olympiër                   | Discipline | Resultaat | Prestatie                                                           |
| -------------------------- | ---------- | --------- | ------------------------------------------------------------------- |
| Uranchimegiin Mönkh-Erdene | -60kg (m)  | 9e        | 1ste ronde: W van MRI Medor: 29-23 2de ronde: V van KOR Baik: 22-33 |

### Gewichtheffen
| Olympiër                | Discipline | Resultaat | Prestatie                                                       |
| ----------------------- | ---------- | --------- | --------------------------------------------------------------- |
| Namkhaidorjiin Bayarmaa | -58kg (v)  | 64e       | trekken: 14de met 87,5kg totaal: 14de met 107,5kg totaal: 195kg |

### Judo
| Olympiër                    | Discipline | Resultaat | Prestatie |
| --------------------------- | ---------- | --------- | --- |
| Khashbaataryn Tsagaanbaatar | -60kg (m)  | Brons     | 1ste ronde: vrij 2de ronde: W van IND Shah: ippon 3de ronde: W van USA Williams-Murray: ippon kwartfinale: W van KOR Choi: ippon halve finale: V van JPN Nomura: ippon bronzen finale: W van ESP Uematsu: yuko |
| Gantömöriin Dashdavaa       | -66kg (m)  | 13e       | 1ste ronde: W van GRE Vazagashvili: waza-ari 2de ronde: V van JPN Uchishiba: ippon herkansingen: V van ARG Lencina: ippon                                                                                      |
| Damdiny Süldbayar           | -73kg (m)  | 9e        | 1ste ronde: vrij 2de ronde: W van LAT Zelonijs: ippon 3de ronde: W van CMR Mvondo-Etoga: yuko kwartfinale: V van RUS Makarov: waza-ari herkansingen: V van GEO Kevkhishvili: yuko                              |
| Damdinsürengiin Nyamkhüü    | -81kg (m)  | 21e       | 1ste ronde: V van CUB Arteaga: waza-ari |
| Tsend-Ayuushiin Ochirbat    | -90kg (m)  | 17e       | 1ste ronde: W van INA Bayu: waza-ari 2de ronde: V van BRA Honorato: waea-ari |
| Batjargalyn Odkhüü          | -100kg (m) | 21e       | 1ste ronde: vrij 2de ronde: V van GEO Jukurauli: ippon |
|                             |            |           | |
| Khishigbatyn Erdenet-Od     | -57kg (v)  | 16e       | 1ste ronde: vrij 2de ronde: V van JPN Kusakabe: yuko |
| Erdene-Ochiryn Dolgormaa    | +78kg (v)  | 15e       | 1ste ronde: W van TPE Lee: yuko 2de ronde: V van UKR Prokofyeva: waza-ari |

### Schietsport
| Olympiër           | Discipline           | Resultaat | Prestatie                                                               |
| ------------------ | -------------------- | --------- | ----------------------------------------------------------------------- |
| Otryadyn Gündegmaa | 25m pistool (v)      | 6e        | kwalificatie: 6de met 583 punten (290-293) finale: 6de met 683,4 punten |
| Otryadyn Gündegmaa | 10m luchtpistool (v) | 16e       | kwalificatie: 16de met 380 punten (93-96-96-95)                         |

### Worstelen
| Olympiër                  | Discipline  | Resultaat   | Prestatie                                                                                 |
| Vrije stijl               | Vrije stijl | Vrije stijl | Vrije stijl                                                                               |
| ------------------------- | ----------- | ----------- | ----------------------------------------------------------------------------------------- |
| Bayaraagiin Naranbaatar   | -55kg (v)   | 12e         | groep C: 2de W van IRI Nourzad: 6-0 V van KOR Kim: 3-4                                    |
| Oyuunbilegiin Pürevbaatar | -60kg (v)   | 13e         | groep D: 2de V van GEO Pogosian: 2-4 W van USA Guerrero: 3-1                              |
| Tüvshintöriin Enkhtuyaa   | -96kg (v)   | 21e         | groep F: 3de V van TUR Çakıroğlu: 0-4 W van BLR Shemarov: 0-5                             |
| Gelegjamtsyn Ösökhbayar   | -120kg (v)  | 12e         | groep F: 3de V van BUL Boyadzhiev: 0-4 V van IRI Rezaei: 0-3 W van BLR Hrynkevich: 6-0    |
|                           |             |             |                                                                                           |
| Tsogtbazaryn Enkhjargal   | -48kg (v)   | 8e          | groep B: 2de V van FRA Bertheneth: 4-7 W van GBS Ross: 12-0 5-8ste plek: V van GER Wagner |
| Ochirbatyn Burmaa         | -72kg (v)   | 10e         | groep B: 3de V van UKR Saenko: 0-3 W van GRE Vryoni: 3-4                                  |

### Zwemmen
| Olympiër       | Discipline          | Resultaat | Prestatie             |
| -------------- | ------------------- | --------- | --------------------- |
| Andryein Tamir | 100m vrije slag (v) | 64e       | serie 1: 2de in 57,29 |

Afghanistan · Albanië · Algerije · Amerikaanse Maagdeneilanden · Amerikaans-Samoa · Andorra · Angola · Antigua en Barbuda · Argentinië · Armenië · Aruba · Australië · Azerbeidzjan · Bahama's · Bahrein · Bangladesh · Barbados · België · Belize · Benin · Bermuda · Bhutan · Bolivia · Bosnië en Herzegovina · Botswana · Brazilië · Britse Maagdeneilanden · Brunei · Bulgarije · Burkina Faso · Burundi · Cambodja · Canada · Centraal-Afrikaanse Republiek · Chili · China · Chinees Taipei · Colombia · Comoren · Congo-Brazzaville · Congo-Kinshasa · Cookeilanden · Costa Rica · Cuba · Cyprus · Denemarken · Djibouti · Dominica · Dominicaanse Republiek · Duitsland · Ecuador · Egypte · El Salvador · Equatoriaal-Guinea · Eritrea · Estland · Ethiopië · Fiji · Filipijnen · Finland · Frankrijk · Gabon · Gambia · Georgië · Ghana · Grenada · Griekenland · Groot-Brittannië · Guam · Guatemala · Guinee · Guinee‑Bissau · Guyana · Haïti · Honduras · Hongarije · Hongkong · Ierland · IJsland · India · Indonesië · Irak · Iran · Israël · Italië · Ivoorkust · Jamaica · Japan · Jemen · Jordanië · Kaaimaneilanden · Kaapverdië · Kameroen · Kazachstan · Kenia · Kirgizië · Kiribati · Koeweit · Kroatië · Laos · Lesotho · Letland · Libanon · Liberia · Libië · Liechtenstein · Litouwen · Luxemburg · Macedonië · Madagaskar · Malawi · Malediven · Maleisië · Mali · Malta · Marokko · Mauritanië · Mauritius · Mexico · Micronesië · Moldavië · Monaco · Mongolië · Mozambique · Myanmar · Namibië · Nauru · Nederland · Nederlandse Antillen · Nepal · Nicaragua · Nieuw-Zeeland · Niger · Nigeria · Noord-Korea · Noorwegen · Oeganda · Oekraïne · Oezbekistan · Oman · Oostenrijk · Oost‑Timor · Pakistan · Palau · Palestina · Panama · Papoea-Nieuw-Guinea · Paraguay · Peru · Polen · Portugal · Puerto Rico · Qatar · Roemenië · Rusland · Rwanda · Saint Kitts en Nevis · Saint Lucia · Saint Vincent en Grenadines · Salomonseilanden · Samoa · San Marino · Sao Tomé en Principe · Saoedi-Arabië · Senegal · Servië en Montenegro · Seychellen · Sierra Leone · Singapore · Slovenië · Slowakije · Soedan · Somalië · Spanje · Sri Lanka · Suriname · Swaziland · Syrië · Tadzjikistan · Tanzania · Thailand · Togo · Tonga · Trinidad en Tobago · Tsjaad · Tsjechië · Tunesië · Turkije · Turkmenistan · Uruguay · Vanuatu · Venezuela · Verenigde Arabische Emiraten · Verenigde Staten · Vietnam · Wit-Rusland · Zambia · Zimbabwe · Zuid-Afrika · Zuid-Korea · Zweden · Zwitserland